# Andrães
Andrães ist eine Ortschaft im Norden Portugals.

## Geschichte
König D. Sancho I. ließ den Ort 1202 im Zuge der Siedlungspolitik nach der Reconquista neu besiedeln und gab ihm 1208 erste Stadtrechte.

## Verwaltung
Andrães ist Sitz einer gleichnamigen Gemeinde (Freguesia) im portugiesischen Kreis (Concelho) Vila Real, im Distrikt Vila Real. In der Gemeinde leben 1373 Einwohner (Stand 19. April 2021).
Folgende Ortschaften liegen in der Gemeinde:
- Andrães
- Fonteita
- Jorjais
- Magalhã
- Mosteirô
- Passagem
- Póvoa
- São Cibrão
- Vessadios

Teile der Ortschaften Magalhã und Jorjais gehören zur Nachbargemeinde Abaças.

## Söhne und Töchter des Ortes
- José de Aquino Pereira (1920–2011), römisch-katholischer Bischof in Brasilien